# Habropogon pyrrhophaeus
Habropogon pyrrhophaeus är en tvåvingeart som beskrevs av Weinberg 1973. Habropogon pyrrhophaeus ingår i släktet Habropogon och familjen rovflugor. Inga underarter finns listade i Catalogue of Life.